# Melilotus wolgicus
Melilotus wolgicus, el trébol dulce del Volga o meliloto ruso, nativo de Rusia y Kazajistán, común en el Volga y valles del Don. La especie está también naturalizada en Manitoba y Saskatchewan, donde el clima es similar a aquellos de su rango nativo. Tiene potencial forrajero en cultivo, tolerante a frío y a sequía, y más productivo que M. albus.
M. wolgicus es una hierba bienal con una grande corona radical. Las raíces pueden lograr una profundidad de 15 dm, frecuentemente con tallos ramificados. Hojas trifoliadas con folíolos ovados a lanceolados. Flores de hasta 3,5 mm, blancas con venas rosas.